# Kubok SSSR 1988-1989
La Kubok SSSR 1988-1989 fu la 48ª edizione del trofeo. Vide la vittoria finale dello Dnepr, che così conquistò il suo primo titolo.

## Formula
Fu confermata la formula della precedente edizione i turni con gare di andata e ritorno furono utilizzati per i sedicesimi e gli ottavi di finale, mentre per i restanti turni (tutti ad eliminazione diretta) si giocava una gara unica; in caso di parità si ricorreva ai Tempi supplementari; in caso di ulteriore parità venivano calciati i tiri di rigore; nel caso di gare di andata e ritorno valeva la regola dei gol fuori casa.
Le squadre partecipanti furono 80 ed erano previsti in tutto sette turni: i primi due turni erano su gare di sola andata ed erano riservate a tutte le 22 squadre che nel 1988 militavano in Pervaja Liga e 42 della Vtoraja Liga. Dai sedicesimi entravano in gioco le 16 squadre che militavano in Vysšaja Liga nel 1988, che disputavano l'andata in casa.

## Risultati

### Primo turno
Gara unica: tutte le partite furono disputate il 2 maggio 1988.
| Squadra 1                | Risultato             | Squadra 2                    |
| ------------------------ | --------------------- | ---------------------------- |
| Uralmaš                  | 3 - 0                 | Dinamo Batumi                |
| Traktor Pavlodar         | 2 - 1 (dts)           | Chanki Khonqa                |
| T'orp'edo Kutaisi        | 1 - 0                 | Rotor                        |
| Tekstilščik Ivanovo      | 1 - 1 (dts) (4-2 dcr) | SKA Rostov                   |
| Spartak Nal'čik          | 3 - 4                 | Šinnik                       |
| SKA Odessa               | 0 - 2                 | Kolos Nikopol'               |
| Shevardeni Tbilisi       | 1 - 0                 | Kotayk'                      |
| Rubin                    | 1 - 2                 | Guria Lanchkhuti             |
| Podol'e                  | 4 - 0                 | Atlantas                     |
| Okean Kerč               | 1 - 0 (dts)           | Tavrija                      |
| Nyva Ternopil'           | 1 - 0                 | Metalurh Zaporižžja          |
| Nistru Kišinëv           | 2 - 1                 | Neftyanik Ochtyrka           |
| Neftchi Fergana          | 1 - 0                 | Alga Biškek                  |
| Meliorator Qyzylorda     | 1 - 0                 | Geolog Tjumen'               |
| Meliorator Şımkent       | 0 - 1                 | Kuzbass Kemerovo             |
| Mašuk Pjatigorsk         | 1 - 0                 | Torpedo Rjazan'              |
| Lok. Samtredia           | 1 - 0                 | Dinamo Sukhumi               |
| Kryl'ja Sovetov Kujbyšev | 1 - 1 (5-3 dtr)       | Rostsel'maš                  |
| K'olkheti-1913 Poti      | 2 - 1                 | Spartak Ordžonikidze         |
| Khimik Džambul           | 3 - 2                 | Metallurg Novokuzneck        |
| Iskra Smolensk           | 3 - 1                 | Dinamo Stavropol'            |
| Irtyš Omsk               | 1 - 0                 | CSKA Mosca                   |
| Gastello Ufa             | 2 - 1                 | Zenit Iževsk                 |
| Fakel Voronež            | 0 - 2                 | Kuban'                       |
| Dinamo Samarcanda        | 0 - 2                 | Zvezda Perm'                 |
| Dinamo Brėst             | 0 - 0 (5-6 dtr)       | SKA Karpaty                  |
| Dinamo Barnaul           | 4 - 0                 | Paxtakor                     |
| Družba Majkop            | 3 - 1                 | Sokol Saratov                |
| Bukovyna Černivci        | 1 - 1 (7-6 dtr)       | Daugava Rīga                 |
| Baltika                  | 1 - 0                 | Prykarpat'e Ivano-Frankivs'k |
| Zarja Kaluga             | 2 - 2 (dts) (5-3 dtr) | Zorja                        |
| SKA-Chabarovsk           | 1 - 0 (dts)           | CSKA Pamir                   |

### Secondo turno
Gara unica: tutte le partite furono disputate il 22 maggio 1988.
| Squadra 1                | Risultato       | Squadra 2            |
| ------------------------ | --------------- | -------------------- |
| Zvezda Perm'             | 0 - 1           | Kuzbass Kemerovo     |
| Traktor Pavlodar         | 2 - 0           | SKA-Chabarovsk       |
| T'orp'edo Kutaisi        | 1 - 1 (5-4 dtr) | Gastello Ufa         |
| SKA Karpaty              | 4 - 0           | Baltika              |
| Šinnik                   | 2 - 1 (dts)     | Tekstilščik Ivanovo  |
| Shevardeni Tbilisi       | 3 - 1           | K'olkheti-1913 Poti  |
| Nyva Ternopil'           | 1 - 0           | Okean Kerč           |
| Nistru Kišinëv           | 4 - 1           | Bukovyna Černivci    |
| Neftchi Fergana          | 0 - 0 (4-5 dtr) | Meliorator Qyzylorda |
| Kuban'                   | 1 - 2           | Družba Majkop        |
| Kryl'ja Sovetov Kujbyšev | 3 - 0           | Mašuk Pjatigorsk     |
| Kolos Nikopol'           | 3 - 2 (dts)     | Podol'e              |
| Iskra Smolensk           | 1 - 0           | Zarja Kaluga         |
| Irtyš Omsk               | 1 - 0           | Uralmaš              |
| Guria Lanchkhuti         | 5 - 1           | Lok. Samtredia       |
| Dinamo Barnaul           | 1 - 0           | Khimik Džambul       |

### Terzo turno
Turno disputato su gare di andata e ritorno: le partite di andata furono disputate tra il 3 giugno e il 16 luglio 1988, mentre quelle di ritorno tra il 19 luglio e il 5 settembre 1988.
| Squadra 1        | Totale          | Squadra 2                | Andata | Ritorno |
| ---------------- | --------------- | ------------------------ | ------ | ------- |
| Žalgiris         | 4 - 3           | Shevardeni Tbilisi       | 4 - 2  | 0 - 1   |
| Dinamo Mosca     | 0 - 0 (1-3 dtr) | Kolos Nikopol'           | 0 - 0  | 0 - 0   |
| Zenit Leningrado | 1 - 0           | Kryl'ja Sovetov Kujbyšev | 1 - 0  | 0 - 0   |
| Torpedo Mosca    | 3 - 1           | Kuzbass Kemerovo         | 2 - 0  | 1 - 1   |
| Šachtar          | 7 - 1           | Dinamo Barnaul           | 4 - 0  | 3 - 1   |
| Neftçi Baku      | 4 - 1           | Iskra Smolensk           | 2 - 0  | 2 - 1   |
| Metalist         | 3 - 1           | Meliorator Qyzylorda     | 2 - 1  | 1 - 0   |
| Qairat           | 6 - 1           | Irtyš Omsk               | 5 - 1  | 1 - 0   |
| Dinamo Tbilisi   | 3 - 2           | Nistru Kišinëv           | 2 - 1  | 1 - 1   |
| Dinamo Minsk     | 4 - 1           | Družba Majkop            | 3 - 0  | 1 - 1   |
| Dnepr            | 7 - 0           | Šinnik                   | 5 - 0  | 2 - 0   |
| Čornomorec'      | 1 - 3           | T'orp'edo Kutaisi        | 0 - 2  | 1 - 1   |
| Ararat           | 4 - 4 (gfc)     | SKA Karpaty              | 2 - 3  | 2 - 1   |
| Spartak Mosca    | 4 - 2           | Nyva Ternopil'           | 4 - 1  | 0 - 1   |
| Lokomotiv Mosca  | 1 - 2           | Traktor Pavlodar         | 1 - 0  | 0 - 2   |
| Dinamo Kiev      | 3 - 2           | Guria Lanchkhuti         | 2 - 0  | 1 - 2   |

### Ottavi di finale
Turno disputato su gare di andata e ritorno: le partite di andata furono disputate il 12 settembre 1988, mentre quelle di ritorno tra il 30 settembre 1988 e il 7 marzo 1989.
| Squadra 1        | Totale | Squadra 2         | Andata | Ritorno |
| ---------------- | ------ | ----------------- | ------ | ------- |
| Žalgiris         | 1 - 3  | Dinamo Kiev       | 1 - 1  | 0 - 2   |
| Zenit Leningrado | 1 - 2  | Dnepr             | 0 - 1  | 1 - 1   |
| Spartak Mosca    | 6 - 1  | Kolos Nikopol'    | 3 - 0  | 3 - 1   |
| SKA Karpaty      | 1 - 3  | Dinamo Tbilisi    | 0 - 0  | 1 - 3   |
| Šachtar          | 5 - 1  | Traktor Pavlodar  | 4 - 0  | 1 - 1   |
| Metalist         | 2 - 3  | Torpedo Mosca     | 1 - 1  | 1 - 2   |
| Qairat           | 0 - 3  | T'orp'edo Kutaisi | 0 - 0  | 0 - 3   |
| Neftçi Baku      | 5 - 1  | Dinamo Minsk      | 4 - 0  | 1 - 1   |

### Quarti di finale
Le partite furono disputate in gare di sola andata il 29 aprile 1989; Dinamo Tbilisi - Spartak Mosca fu disputata il 17 maggio.
| Squadra 1      | Risultato | Squadra 2         |
| -------------- | --------- | ----------------- |
| Dinamo Kiev    | 3 - 0     | T'orp'edo Kutaisi |
| Torpedo Mosca  | 4 - 3     | Šachtar           |
| Dnepr          | 1 - 0     | Dinamo Mosca      |
| Dinamo Tbilisi | 2 - 0     | Spartak Mosca     |

### Semifinali
Le partite furono disputate in gare di sola andata; Torpedo Mosca – Dinamo Kiev fu disputata il 19 maggio, Dinamo Tbilisi - Dnepr il 21 maggio.
| Squadra 1      | Risultato | Squadra 2   |
| -------------- | --------- | ----------- |
| Dinamo Tbilisi | 1 - 2     | Dnepr       |
| Torpedo Mosca  | 2 - 0     | Dinamo Kiev |

### Finale
| Mosca 25 giugno 1989, ore ?:?              | Torpedo Mosca | 0 – 1 referto | Dnepr | Stadio Centrale Lenin (30.000 spett.) |
| \| \| \| \| \| \| Marcatori \| 34’ Šoch \| |               |               |       |                                       |
|                                            |               |               |       |                                       |
|                                            | Marcatori     | 34’ Šoch      |       |                                       |